# シュパイアー帝国議会
シュパイアー帝国議会（Reichstag zu Speyer）とは、1526年と1529年の二度にわたってシュパイアーで開催された帝国議会。帝国内におけるルター派への対応などについて決定された。

## 第一回シュパイアー帝国議会
当時、カトリック諸侯とルター派諸侯の対立が深まっていたが、オスマン帝国がオーストリアにまで迫ってきた（墺土戦争 ）ため、神聖ローマ帝国内の対立を収拾する必要に迫られた。そのため、1526年8月27日にシュパイアーで帝国議会が開催され、1521年のヴォルムス帝国議会で決定されていたルター派禁止の決議を事実上保留することを確認した。このため、ルター派諸侯は自領邦内の教会を自らの統制下におこうとした。これが領邦教会体制の端緒とされる。

## 第二回シュパイアー帝国議会
前回の決定によって、ルター派諸侯が台頭していき、さらに、ツヴィングリ派も西南ドイツを中心に勢力を伸ばした。こうした事態を憂えたカトリック諸侯は、1529年4月22日に開催されたシュパイアー帝国議会において巻き返しを図った。その結果、再びヴォルムス帝国議会の決定（ヴォルムス勅令）が復活することになり、ルター派の諸侯・都市はこれに対して抗議した。ここから、プロテスタントという語が生まれることになった。